# Michael Palm
Michael Robert Palm (Puyallup, 5 settembre 1979) è un ex cestista statunitense naturalizzato svedese.
Anche il padre Åke era un giocatore di pallacanestro, convocato in Nazionale tra gli anni sessanta e settanta.

## Palmarès
- Campionato svedese: 1

Sundsvall Dragons: 2008-09